# Líderes en porcentaje de triples de la NBA
En el baloncesto, un triple (también conocido como «tiro de tres») es un tiro de campo realizado desde más allá de la línea de tres puntos, un arco designado irradia de la canasta. Un intento exitoso vale tres puntos, en contraste con los dos puntos otorgados por disparos realizados dentro de la línea de tres puntos. El líder en porcentaje de triples de la National Basketball Association (Asociación Nacional de Baloncesto) o (NBA) es el jugador con el mayor porcentaje de triples o tres puntos en una temporada determinada. La estadística fue reconocida por primera vez en la temporada 1979-80, cuando la línea de tres puntos fue implementado por primera vez esa temporada. Para calificar como líder de triples o tiros de tres puntos, el jugador debe tener por lo menos anotar 55 triples. Este ha sido el criterio de entrada desde la temporada 1999-2000.
Solo cuatro jugadores han liderado la liga en porcentaje de triples en más de una temporada: Craig Hodges, Steve Kerr, Jason Kapono y Kyle Korver. Korver, en cuatro ocasiones, es el que más veces lo ha conseguido, el resto en dos. Kapono junto a Korver lo consiguieron en temporadas consecutivas. Korver, lanzó con un 53.6% en triples en la temporada 2009-10, tiene el récord de todos los tiempos en porcentaje de triples o tiros de tres puntos en una temporada.
Ninguno de los líderes en esta estadística se han incluido en el Basketball Hall of Fame.

## Leyenda
|             |              | Jugador activo en la NBA                                               |                                                                        |                                                                        |                                                                        |                                                                        |
|             |              | Jugador miembro del Basketball Hall of Fame                            |                                                                        |                                                                        |                                                                        |                                                                        |
| Jugador (#) | Jugador (#)  | Indica el número de veces que el jugador ha sido líder de la categoría | Indica el número de veces que el jugador ha sido líder de la categoría | Indica el número de veces que el jugador ha sido líder de la categoría | Indica el número de veces que el jugador ha sido líder de la categoría | Indica el número de veces que el jugador ha sido líder de la categoría |
| Pos.        | Posición(es) | Posición(es)                                                           | B                                                                      | Base                                                                   | E                                                                      | Escolta                                                                |
| A           | Alero        | Alero                                                                  | AP                                                                     | Ala Pívot                                                              | P                                                                      | Pívot                                                                  |

## Líderes en porcentaje de triples
| Temporada | Jugador          | Pos. | Equipo                                 | Partidos jugados | Triples anotados | Triples intentados | Porcentaje de triples | Ref.   |
| --------- | ---------------- | ---- | -------------------------------------- | ---------------- | ---------------- | ------------------ | --------------------- | ------ |
| 1979-80   | Fred Brown       | B    | Seattle SuperSonics                    | 80               | 39               | 88                 | .4432                 | [ 3 ]  |
| 1980-81   | Brian Taylor     | B    | San Diego Clippers                     | 80               | 44               | 115                | .3826                 | [ 4 ]  |
| 1981-82   | Campy Russell    | A    | New York Knicks                        | 77               | 25               | 57                 | .4386                 | [ 5 ]  |
| 1982-83   | Mike Dunleavy    | ES   | San Antonio Spurs                      | 79               | 67               | 194                | .3454                 | [ 6 ]  |
| 1983-84   | Darrell Griffith | ES   | Utah Jazz                              | 82               | 91               | 252                | .3611                 | [ 7 ]  |
| 1984-85   | Byron Scott      | ES   | Los Angeles Lakers                     | 81               | 26               | 60                 | .4333                 | [ 8 ]  |
| 1985-86   | Craig Hodges     | ES   | Milwaukee Bucks                        | 66               | 73               | 162                | .4506                 | [ 9 ]  |
| 1986-87   | Kiki Vandeweghe  | A    | Portland Trail Blazers                 | 79               | 39               | 81                 | .4815                 | [ 10 ] |
| 1987-88   | Craig Hodges (2) | ES   | Milwaukee Bucks Phoenix Suns           | 66               | 86               | 175                | .4914                 | [ 9 ]  |
| 1988-89   | Jon Sundvold     | ES   | Miami Heat                             | 68               | 48               | 92                 | .5217                 | [ 11 ] |
| 1989-90   | Steve Kerr       | B    | Cleveland Cavaliers                    | 78               | 73               | 144                | .5069                 | [ 12 ] |
| 1990-91   | Jim Les          | B    | Sacramento Kings                       | 55               | 71               | 154                | .4610                 | [ 13 ] |
| 1991-92   | Dana Barros      | B    | Seattle SuperSonics                    | 75               | 83               | 186                | .4462                 | [ 14 ] |
| 1992-93   | B. J. Armstrong  | B    | Chicago Bulls                          | 82               | 63               | 139                | .4532                 | [ 15 ] |
| 1993-94   | Tracy Murray     | A    | Portland Trail Blazers                 | 66               | 50               | 109                | .4587                 | [ 16 ] |
| 1994-95   | Steve Kerr (2)   | B    | Chicago Bulls                          | 82               | 89               | 170                | .5235                 | [ 12 ] |
| 1995-96   | Tim Legler       | ES   | Washington Bullets                     | 77               | 128              | 245                | .5224                 | [ 17 ] |
| 1996-97   | Glen Rice        | A    | Charlotte Hornets                      | 79               | 207              | 440                | .4705                 | [ 18 ] |
| 1997-98   | Dale Ellis       | ES/A | Seattle SuperSonics                    | 79               | 127              | 274                | .4635                 | [ 19 ] |
| 1998-99   | Dell Curry       | ES   | Milwaukee Bucks                        | 42               | 69               | 145                | .4759                 | [ 20 ] |
| 1999-00   | Hubert Davis     | ES   | Dallas Mavericks                       | 79               | 82               | 167                | .4910                 | [ 21 ] |
| 2000-01   | Brent Barry      | ES   | Seattle SuperSonics                    | 67               | 109              | 229                | .4760                 | [ 22 ] |
| 2001-02   | Steve Smith      | ES   | San Antonio Spurs                      | 77               | 116              | 246                | .4715                 | [ 23 ] |
| 2002-03   | Bruce Bowen      | A    | San Antonio Spurs                      | 82               | 101              | 229                | .4410                 | [ 24 ] |
| 2003-04   | Anthony Peeler   | ES   | Sacramento Kings                       | 75               | 68               | 141                | .4823                 | [ 25 ] |
| 2004-05   | Fred Hoiberg     | ES   | Minnesota Timberwolves                 | 76               | 70               | 145                | .4828                 | [ 26 ] |
| 2005-06   | Richard Hamilton | ES   | Detroit Pistons                        | 80               | 55               | 120                | .4583                 | [ 27 ] |
| 2006-07   | Jason Kapono     | A    | Miami Heat                             | 66               | 108              | 210                | .5143                 | [ 28 ] |
| 2007-08   | Jason Kapono (2) | A    | Toronto Raptors                        | 81               | 57               | 118                | .4831                 | [ 28 ] |
| 2008-09   | Anthony Morrow   | ES   | Golden State Warriors                  | 67               | 86               | 184                | .4674                 | [ 29 ] |
| 2009-10   | Kyle Korver      | A    | Utah Jazz                              | 52               | 59               | 110                | .5364                 | [ 30 ] |
| 2010-11   | Matt Bonner      | AP   | San Antonio Spurs                      | 66               | 105              | 230                | .4565                 | [ 31 ] |
| 2011-12   | Steve Novak      | A    | New York Knicks                        | 54               | 133              | 282                | .4716                 | [ 32 ] |
| 2012-13   | José Calderón    | B    | Toronto Raptors Detroit Pistons        | 73               | 130              | 282                | .4610                 | [ 33 ] |
| 2013-14   | Kyle Korver (2)  | A    | Atlanta Hawks                          | 71               | 185              | 392                | .4719                 | [ 30 ] |
| 2014-15   | Kyle Korver (3)  | A    | Atlanta Hawks                          | 75               | 221              | 449                | .4920                 | [ 30 ] |
| 2015-16   | J. J. Redick     | ES   | Los Angeles Clippers                   | 75               | 200              | 421                | .4751                 | [ 34 ] |
| 2016-17   | Kyle Korver (4)  | A    | Atlanta Hawks/Cleveland Cavaliers      | 67               | 162              | 359                | .4513                 | [ 30 ] |
| 2017-18   | Darren Collison  | B    | Indiana Pacers                         | 69               | 96               | 205                | .4682                 | [ 35 ] |
| 2018-19   | Joe Harris       | ES   | Brooklyn Nets                          | 76               | 183              | 386                | .4741                 | [ 36 ] |
| 2019-20   | George Hill      | B    | Milwaukee Bucks                        | 59               | 81               | 176                | .4602                 | [ 37 ] |
| 2020-21   | Joe Harris (2)   | ES   | Brooklyn Nets                          | 69               | 211              | 444                | .4752                 | [ 36 ] |
| 2021-22   | Luke Kennard     | B    | Los Angeles Clippers                   | 70               | 190              | 423                | .4492                 | [ 38 ] |
| 2022-23   | Luke Kennard (2) | B    | Los Angeles Clippers Memphis Grizzlies | 59               | 133              | 269                | .4944                 | [ 38 ] |
| 2023-24   | Grayson Allen    | B    | Phoenix Suns                           | 75               | 205              | 445                | .4607                 | [ 39 ] |
| 2024-25   | Seth Curry       | B    | Charlotte Hornets                      | 68               | 83               | 182                | .4560                 | [ 40 ] |